# Deutscher Presserat
Der Deutsche Presserat, eingetragen als Trägerverein des Deutschen Presserats e. V., ist eine Organisation der großen deutschen Verleger- und Journalistenverbände Bundesverband Digitalpublisher und Zeitungsverleger (BDZV), MVFP Medienverband der freien Presse (MVFP), Deutscher Journalisten-Verband (DJV) sowie der Deutsche Journalistinnen- und Journalisten-Union (dju). Gegründet wurde der Presserat am 20. November 1956 nach dem Vorbild des britischen „Press Council“ (heute: „Press Complaints Commission“), um ein geplantes Bundespressegesetz zu verhindern. Die Geschäftsstelle hat seit Juni 2009 ihren Sitz in Berlin.

## Organisation
Die beiden Hauptorgane des Presserats sind der Trägerverein und das Plenum.
- Der Trägerverein hat die Aufgabe, für die Pressefreiheit und die Wahrung des Ansehens der deutschen Presse einzutreten. Er besteht aus acht Mitgliedern, darunter jeweils zwei aus den vier Mitgliedsverbänden. Vorsitzender des Trägervereins ist seit 2024 Matthias von Fintel, Leiter Bereich Medien bei der dju in verdi.[3]

- Das Plenum des Deutschen Presserats befasst sich mit der Beseitigung von Missständen im Pressewesen und tritt für den ungehinderten Zugang zu Nachrichtenquellen ein. Es setzt sich aus 28 Mitgliedern zusammen, darunter jeweils sieben Mitglieder von BDZV, MVFP, DJV und dju, welche dieses Ehrenamt für 2 Jahre innehaben. Sprecher des Plenums ist seit März 2024 Manfred Protze, das Amt des stellvertretenden Sprechers ist derzeit nicht besetzt.[4] In zweimal jährlich stattfindenden Vollversammlungen legt das Plenum neue Richtlinien fest, ändert oder ergänzt den Pressekodex und veröffentlicht zudem Stellungnahmen.[5] Ferner bestimmt das Plenum die Mitglieder der drei Beschwerdeausschüsse, die sich jeweils aus vier Journalisten und vier Verlegern zusammensetzen. Zwei Ausschüsse behandeln allgemeine Beschwerden, der dritte Beschwerdeausschuss befasst sich mit Fragen des Redaktionsdatenschutzes.

### Finanzierung
„(1) Der Deutsche Presserat erhält […] alljährlich einen Zuschuß des Bundes. Der Zuschuß ist zweckgebunden für die Tätigkeit des Beschwerdeausschusses des Deutschen Presserates zu verwenden.
(2) Der Zuschuß wird zum 1. April eines jeden Jahres gezahlt, erstmals am 1. April 1976. Er beträgt 80.000 DM.“

2007 betrug das Jahresbudget rund 700.000 Euro, die enthaltenen 180.000 Euro Bundeszuschüsse wurden bis 2020 auf 223.000 Euro erhöht. Hinzu kommen Einnahmen aus dem Verkauf der Presseausweise.

## Pressekodex
Der Deutsche Presserat hat seine publizistischen Grundsätze als „Pressekodex“ ausgearbeitet, eine Art Ehrenkodex für Medienvertreter, der 1973 erstmals veröffentlicht und am 22. März 2017 letztmals überarbeitet wurde (Ziffer 12.1 – Diskriminierungen). Am 12. Dezember 1973 wurde er an Bundespräsident Gustav Heinemann überreicht. Es gehört zur Tradition des Pressekodex, dass auch jede Änderung dem amtierenden Bundespräsidenten übergeben wird.
Verstößt ein Presseunternehmen in Print- oder Onlinemedien vermeintlich gegen einen oder mehrere dieser publizistischen Grundsätze, ist es jedem möglich, eine Beschwerde beim Presserat einzureichen. Seit 2009 ist dies auch online möglich. In seinen Sitzungen entscheidet das Gremium, ob die Beschwerde begründet ist. Es hat dann die Möglichkeit, folgende Maßnahmen zu ergreifen:
Hinweis
ergeht an die betreffende Redaktion bei geringeren Verstößen gegen den Kodex, nicht-öffentlich
Missbilligung
ergeht für schwerere Verstöße gegen den Kodex, nicht-öffentlich. Nach § 15 Beschwerdeordnung besteht keine Pflicht, Missbilligungen in den betroffenen Publikationsorganen abzudrucken. Als Ausdruck fairer Berichterstattung empfiehlt der Beschwerdeausschuss jedoch eine solche redaktionelle Entscheidung.
Rüge
härtestes Sanktionsmittel: Das Medium wird aufgefordert, eine „Öffentliche Rüge“ abzudrucken. Nicht-öffentliche Rügen werden bei schwerwiegenden Verstößen ausgesprochen, wenn sich eine weitere Veröffentlichung aus Gründen des Opferschutzes verbietet.
2024 wurden 86 Rügen ausgesprochen – mehr als je zuvor. Auffällig häufig ging es dabei um die Verletzung der Sorgfaltspflicht und mangelnde Recherche. Erst im Vorjahr wurde mit 73 Rügen ein Höchststand erreicht, der nun direkt übertroffen wurde. 2020 lag die Zahl mit 53 öffentlichen Rügen noch deutlich niedriger, zudem wurden 76 Missbilligungen und 133 Hinweise ausgesprochen. 2019 waren es 34 öffentliche Rügen, 67 Missbilligungen und 96 Hinweise, 2018 noch 27 öffentliche Rügen, 1 nicht öffentliche Rüge sowie 70 Missbilligungen und 147 Hinweise. 2017 waren es 21 öffentliche Rügen, 58 Missbilligungen und 153 Hinweise. 2016 erteilte der Presserat 33 öffentliche Rügen, 64 Missbilligungen und 151 Hinweise. Im Jahr 2015 betrug die Zahl der öffentlichen Rügen 35, der Missbilligungen 82 und der Hinweise 147.
Im Jahr 2020 wandten sich 4085 Leserinnen und Leser mit Beschwerden an den Presserat. Noch nie wurden so viele Beschwerden in einem Jahr eingereicht, am häufigsten wegen möglicher Verstöße gegen die journalistische Sorgfaltspflicht, den Persönlichkeitsschutz und Diskriminierung. Rund 95 Prozent kamen von Privatpersonen, der Rest von Vereinen, Parteien, Unternehmen und Behörden. Die meisten Beschwerden richteten sich gegen regionale Tageszeitungen, gefolgt von Boulevardzeitungen und überregionalen Tageszeitungen.
Die höchste Zahl an Beschwerden zu einem einzelnen Vorgang ging im Jahr 2015 mit etwa 430 über die Berichterstattung nach dem Absturz des Germanwings-Flugs 9525 ein. Die höchste Zahl an Beschwerden über ein einzelnes Medium gingen mit 382 zur Polizeikolumne „All cops are berufsunfähig“ in Die Tageszeitung (taz) im Jahr 2020 ein, diese wurden jedoch abgewiesen und der Kommentar als „ethisch zulässig“ eingestuft. Nach dem Unglück bei der Loveparade 2010 hatte es 241 Beschwerden gegeben.

## Abwägungen
Bei seinen Entscheidungen, welche Bilder gezeigt werden dürfen, nimmt der Presserat Abwägungen zwischen dem Informationsinteresse der Leser auf der einen Seite und andererseits der Verletzung von Jugendschutz, Menschenwürde und dem Persönlichkeitsschutz des Einzelnen vor. So entschied er bei der Frage, ob Bilder des getöteten libyschen Staatsoberhauptes Muammar al-Gaddafi gezeigt werden dürfen, dass das Zeigen solcher Bilder nicht automatisch gegen den Grundsatz der Menschenwürde nach Ziffer 1 des Kodex verstößt. Der Beschwerdeausschuss wies dazu die überwiegende Anzahl der Beschwerden als unbegründet zurück, da die Bilder „Dokumente der Zeitgeschichte“ seien. Missbilligt wurden lediglich zwei Sonderfälle mit einer unangemessenen Vergrößerung bzw. einer speziellen Platzierung auf der Titelseite.

## Gründung und politische Arbeit
Politisches Ziel des Deutschen Presserates ist es, durch freiwillige Selbstkontrolle eine Kontrolle der gedruckten Medien durch staatliche Aufsichtsstellen zu verhindern. Dieses Prinzip formulierte der frühere Geschäftsführer des Presserates, Lutz Tillmanns, so:

„Wie erfolgreich der Presserat ist, läßt sich auch an der Zurückhaltung des Gesetzgebers ablesen, Gesetze zu erlassen, die die Grenzen journalistischer Arbeit definieren.“

Der Gedanke an ein Selbstkontrollgremium der Presse ist bei den Journalisten und Journalistenverbänden frühzeitig aufgekommen. Allerdings gab es auch Warnungen. Die neu gewonnene Pressefreiheit war noch ungesichert. Aus Politik, Verwaltung und Justiz waren Stimmen zu hören, die für Begrenzung plädierten. Ein hoher Bundesbeamter wurde mit der Äußerung zitiert: „Die Demokratie ist mir lieber als die Pressefreiheit“. Angesichts dieser Stimmungen war es nicht abwegig zu fürchten, dass ein solches Gremium sich negativ auf die Arbeit kritischer Journalisten auswirken könnte. Gleichwohl gab es mancherlei Vorschläge, so aus Hamburg ein Plädoyer für einen Generalrat der Presse.
1952 legte der Bundesinnenminister Robert Lehr einen Gesetzentwurf für ein Bundespressegesetz vor, das die Einrichtung von „Landespresseausschüssen“ vorsah. Der Gesetzentwurf war ein politisches Druckmittel Lehrs, um die Verleger und Journalisten davon zu überzeugen, dass für eine „innere Sauberkeit“ (Lehr) eine Selbstkontrolle der deutschen Presse notwendig sei. Durch derlei staatliche Aktivitäten alarmiert, die schlimme Erinnerungen an Zeiten aufkommen ließen, die man für überwunden glaubte, fanden sich Journalisten und Verleger zusammen, um eine gemeinsame Abwehrfront gegen Bedrohungen der neugewonnenen und im Grundgesetz fest geschriebenen Pressefreiheit zu errichten. Da eine staatliche Kontrolle für die Journalisten und Verleger nicht hinnehmbar war, kam es dann am 20. November 1956 nach dem Vorbild des britischen „Press Councils“ zur Gründung des Deutschen Presserates. Zur Gründung waren zehn Verleger und Journalisten an der Organisation beteiligt, bald beteiligten sich die Zeitschriftenverlegern. Auffällig ist, dass der journalistischen Seite weitgehend Chefredakteure angehörten, von den Verlegern nicht wenige auch selbst publizistisch tätig waren. Es durften bis zu fünf Mitglieder entsendet werden. Als die damalige DGB-Gewerkschaft Druck und Papier mit der Deutschen Journalistinnen- und Journalisten-Union eine eigene Journalistensparte gründete, gab es Auseinandersetzungen darüber, ob und in welcher Stärke sie im Presserat vertreten sein sollte. In seinen ersten Jahren war der Presserat mehr mit der Beeinflussung der Pressegesetzgebung beschäftigt als mit Beschwerdefällen.
1958 wurde der Presserat gegen einen Entwurf für eine Strafrechtsnovelle aktiv, der Gefängnisstrafe für jemanden vorsah, der das Privatleben eines ausländischen Staatsoberhauptes öffentlich herabwürdigend darstellt und so internationalen Beziehungen der Bundesrepublik Deutschland stört (Lex Soraya). Hintergrund der geplanten Novelle war die Darstellung der Scheidung der Prinzessin Soraya von Schah Mohammad Reza Pahlavi, über die im Frühjahr 1958 ausführlich in den deutschen Boulevardzeitungen berichtet wurde. Der Gesetzentwurf wurde nicht verabschiedet.
In den 1960er und 1970er Jahren trieb der Presserat eine Vereinheitlichung der Landespressegesetze voran. Nach der Spiegel-Affäre erreichte der Presserat eine Reform des Strafgesetzbuches, in der der dehnbare Straftatbestand des Landesverrates präzisiert wurde. In der Diskussion um die Deutsche Notstandsgesetze 1968 wendete er Einschränkungen der Pressefreiheit ab. In die Diskussion um die Medienkonzentration griff der Deutsche Presserat durch die Beisteuerung von Sachinformationen ein. Seit 1976 zahlt die Bundesrepublik regelmäßig Zuschüsse an den Presserat.
Die Tätigkeit des Deutschen Presserates war nie unumstritten, aber ab Mitte 1975 gab es Diskussionen über eine notwendige Reform. Anlass war die Weigerung der Verleger, eine Abdruckverpflichtung von Rügen durch das betroffene Organ festzuschreiben. Georg Schwinghammer übernahm den interimistischen Vorsitzenden des Beschwerdeausschusses 1982, denn obwohl aufgelöst, trafen eine Vielzahl von Beschwerden bei der langjährigen Sekretärin Heidi Jäger ein, die als kommissarische Geschäftsführerin die Stellung hielt. Die Öffentlichkeit hatte über die Ursachen und die Hintergründe der vorangegangenen Selbstauflösung nur wenig mitbekommen. Erst am 18. Dezember 1985 konnte der Deutsche Presserat seine Arbeit unter veränderten Bedingungen wieder aufnehmen. Es wurde nach zähen Verhandlungen ein Trägerverein gegründet, als dessen Ausschuss der Presserat seitdem fingiert. Fast alle Verlage verpflichteten sich, gegebenenfalls gegen sie ergangene öffentlichen Rügen abzudrucken. Die Verlegerseite setzte durch, dass keine hauptamtlichen Funktionäre der Verbände (wie etwa der dju-Vorsitzende Detlef Hensche) und auch keine Rundfunkjournalisten mehr dem Presserat angehören durften. Dies bedeutet, dass Friedrich Franz Sackenheim vom Hessischen Rundfunk, der seit 1973 dem Deutschen Presserat angehörte, ausscheiden musste.
Da sich der Deutsche Presserat gegen die Vorratsdatenspeicherung stellt, ist er Mitunterzeichner der gemeinsamen Erklärung des AK Vorrat zu dem entsprechenden Gesetzesentwurf.
Der 2018 wiedereingeführte bundeseinheitliche Presseausweis wird federführend vom Deutschen Presserat begleitet. Der Ausweis trägt die Unterschrift des Vorsitzenden der Innenministerkonferenz. Eine paritätisch besetzte und beim Deutschen Presserat eingerichtete „Ständige Kommission“ mit je zwei vom Presserat und der Innenministerkonferenz benannten Mitgliedern prüft auf Grundlage einer Vereinbarung, welche Verbände die Voraussetzungen für die Ausgabe des bundeseinheitlichen Presseausweises mitbringen. Ausgabeberechtigt sind derzeit der Bundesverband Digitalpublisher und Zeitungsverleger (BDZV), der Verband Deutscher Zeitschriftenverleger (VDZ), Deutscher Journalisten-Verband (DJV), die Deutsche Journalistinnen- und Journalisten-Union in ver.di (dju) sowie der Fotografenverband Freelens und der Verband Deutscher Sportjournalisten (VDS).

### Gerügte Medien und Wirksamkeit
Als 1977 Günter Wallraff umstrittene Arbeitsmethoden der Bildzeitung aufdeckte, rügte der Presserat die Zeitung insgesamt sechsmal. Auch Wallraff selbst wurde gerügt, da seine verdeckten Ermittlungen gegen den Pressekodex verstießen. Die Debatte über den Umgang mit Wallraffs Recherche und deren Ergebnissen führte zu einer starken Spaltung zwischen Verleger- und Journalistenvertretern im Presserat.
Als 1981 der Express des Verlages M. DuMont Schauberg den Abdruck einer Rüge verweigerte, stellte der Presserat seine Arbeit ein, bis 1985 die Verlage eine Selbstverpflichtung zum Abdruck der Rügen abgaben.
2020 ließen die beanstandeten Medien jede dritte Rüge unveröffentlicht, 2019 war es jede Fünfte.
In besonders hohem Maße gehen Rügen an die Bild und ihr online-Portal Bild.de, auf die rund 30 % aller Rügen entfallen.
Die Maßnahmen des Deutschen Presserats bewerten die Medien und die Beschwerdeführer in der Wirksamkeit unterschiedlich, da die Sanktionen kaum Konsequenzen für das Blatt haben. Kritiker bezeichnen den Presserat deshalb als „zahnlosen Tiger“, der nur eine Alibifunktion habe. Seit einigen Jahren berichtet der Presserat in seinem Jahrbuch nicht mehr darüber, welche seiner Rügen von dem gerügten Medium nicht abgedruckt wurden. Er teilte im Februar 2020 auf Anfrage von Übermedien mit, „dass uns seitens des Bauer-Verlages, in dem die ‚Auto-Zeitung‘ erscheint, keine Erklärung vorliegt, mit der sich die Verlage der Freiwilligen Selbstkontrolle, sprich dem Presserat, gegenüber verpflichten, gegen verlagseigene Medien ausgesprochene Rügen zu veröffentlichen. Der Presserat hat daher keine Möglichkeit, ein Beschwerdeverfahren wegen Nichtveröffentlichung der Rüge gegen die ‚Auto-Zeitung‘ durchzuführen.“

#### Statistik
Von 1986 bis 2023 sprach der deutsche Presserat insgesamt 970 Rügen aus. In der folgenden Auflistung werden die Online-Medien und Druckmedien der Marken nicht voneinander getrennt.
| Medium               | Rügen absolut | Rügen in % |
| -------------------- | ------------- | ---------- |
| Bild inkl. Ableger   | 288           | 29,7       |
| B.Z.                 | 24            | 2,5        |
| Express              | 17            | 1,8        |
| Coupé                | 16            | 1,6        |
| Tz                   | 14            | 1,4        |
| Abendzeitung         | 14            | 1,4        |
| Hamburger Morgenpost | 12            | 1,2        |
| taz                  | 12            | 1,2        |
| Stern                | 12            | 1,2        |
| Berliner Kurier      | 10            | 1          |
| Hörzu                | 10            | 1          |
| Sonstige             | 551           | 56,8       |
| Insgesamt            | 970           | 100        |

### Online-Medien
Für Online-Medien wie Nachrichtenseiten und bestimmte Blogs, Videos und Podcasts gilt der Medienstaatsvertrag (MStV) vom 7. November 2020. Er gilt für “Telemedien mit journalistisch-redaktionell gestalteten Angeboten, in denen regelmäßig Nachrichten oder politische Informationen enthalten sind”.
Die von ihnen verbreiteten Inhalte haben gemäß § 19 den anerkannten journalistischen Grundsätzen zu entsprechen, sie müssen danach mit der nach den Umständen gebotenen Sorgfalt auf Inhalt, Herkunft und Wahrheit geprüft werden. Wer gegen diese Standards verstößt, kann von den Landesmedienanstalten mit Beanstandung, Untersagung, Sperrung sowie Anordnung von Rücknahme oder Widerruf sanktioniert werden.
Eine Alternative ist die freiwillige Selbstregulierung durch den Deutschen Presserat mit Anerkennung des Pressekodex.